# Das Mädchen aus der Cherry-Bar
Das Mädchen aus der Cherry-Bar (Originaltitel: Gambit) ist eine US-amerikanische Kriminalkomödie mit Shirley MacLaine und Michael Caine aus dem Jahr 1966, die unter der Regie von Ronald Neame entstand. Der Film war 1967 in drei Kategorien für einen Oscar nominiert.

## Handlung
Der Gauner Harry Dean und sein Komplize Emile, ein Kunstfälscher, entwickeln einen Plan, dem Multimillionär Shabandar eine unbezahlbare Büste zu stehlen. In dem Lokal Cherry-Bar treffen sie auf die Tänzerin Nicole, die Shabandars verstorbener Frau verblüffend ähnlich sieht. Mit einem Angebot von 5.000 US-Dollar sowie einem britischen Pass können sie Nicole überreden, für kurze Zeit Deans Frau zu spielen, ohne Details zu ihrem Plan zu verraten.
In Arabien angekommen, erregen sie die Aufmerksamkeit des Millionärs, der daraufhin ein Treffen mit dem Paar auf einer seiner Yachten arrangiert. Durch das wenig geschickte Verhalten Deans schöpft Shabandar schnell Verdacht, geht aber zum Schein auf das Spiel der beiden ein. In Anbetracht eines Volksfestes erfüllt er beiden den Wunsch, sein geschütztes Apartment zu besichtigen. Dort zeigt er ihnen seine wertvolle Kunstsammlung, einschließlich der besagten Büste einer chinesischen Prinzessin, welche starke Ähnlichkeit mit Shabandars verstorbener Frau besitzt. Zudem führt er die umfangreichen elektronischen Sicherheitsmaßnahmen seinen Besuchern vor. Letztendlich lädt er Nicole auf einen abendlichen Besuch der Innenstadt ein, während Dean unter dem Vorwand von unerledigten Geschäften absagt.
Nach Einbruch der Dämmerung dringt Dean in das Anwesen Shabandars ein. Nicole entfernt sich etwa zeitgleich vom gemeinsamen Essen mit Shabandar, ohne jedoch gemäß dem Plan zum Flughafen zu fliehen. Stattdessen erreicht sie Dean, der gerade dabei ist, die Statue zu entwenden, und warnt ihn vor dem Verdacht des Millionärs. Gemeinsam gelingt es ihnen, die letzten Sicherheitsmaßnahmen zu überwinden, jedoch lösen sie dabei den Alarm aus. Während Nicole flieht, versteckt sich Dean im Apartment und beobachtet, wie die Diener Shabandars die echte Büste in einem geheimen Safe überprüfen.
Nicole wird kurz vor Erreichen des rettenden Flugzeuges nach Hongkong von den Schergen Shabandars abgefangen und zu diesem zurückgebracht. Sie erfährt, dass es Dean gelungen ist, die echte Skulptur zu stehlen, und wird beauftragt, diesen in Hongkong zur Rückgabe seiner Beute zu veranlassen, andernfalls würde Shabandar Rache nehmen. In Hongkong trifft sie auf dem Flughafen tatsächlich Harry Dean wieder, der sie jedoch zur Werkstatt seines Komplizen Emile bringt. Dort verkündet er ihr die wahren Hintergründe seines Plans.
Statt die Skulptur tatsächlich zu entwenden, hat er sie in einer goldenen Buddha-Statue im Apartment Shabandars versteckt und diesen später davon in Kenntnis gesetzt. Das Medienecho auf den vermeintlichen Diebstahl würde es seinem Komplizen Emile jedoch möglich machen, eine Replik der Büste an Kunstinteressenten zu verkaufen. Jene würden Shabandars Äußerung, dass die echte Büste noch in seinem Besitz sei, als Täuschungsmanöver ansehen und die Replik Emiles für die tatsächlich echte Statue halten.
Nicole ist entsetzt über die Kaltblütigkeit Deans und wendet sich von ihm ab. Dean ändert seine Meinung, zerschlägt die Replik und bittet dafür seinen Freund Emile um Vergebung. Kaum haben Dean und Nicole miteinander glücklich das Studio verlassen, als das Telefon läutet; der vermeintlich schwer getroffene Kunstfälscher bietet dem Interessenten an, doch „gleich vorbeizukommen“, öffnet einen Wandschrank und entnimmt ihm eine von drei weiteren Repliken.

## Erzählweise
Der Film bezieht seine Spannung nicht allein aus der für das Genre des Heist-Movies üblicherweise zentralen Frage, ob der Raub gelingt oder nicht bzw. woran er letztlich scheitert. Zu einem Gutteil beruht sie hier darauf, dass die Erwartungen des Zuschauers mehrfach gekonnt unterlaufen werden. So ist schon der erste Teil des Films eine komplette Täuschung. Man glaubt Zeuge des perfekt abschnurrenden Raubzugs zu sein und wundert sich, warum die Frau so beharrlich schweigt (in der Tat spricht Shirley MacLaine eine halbe Stunde lang nicht ein Wort), bis sich herausstellt, dass das, was man gesehen hat, Harrys Vorstellung des geplanten Coup war. Die Wirklichkeit sieht dann ein wenig anders aus. Schon die drei Hauptakteure sind um einiges anders als (von Harry) gedacht. Während er selbst auf ein sehr menschliches Maß schrumpft, sind Nicole und Shabandar wie verwandelt und ihm in fast allem – sei es Intelligenz, Bildung oder Menschenkenntnis – überlegen. Allerdings kommen sich beide gerade dadurch, wie gewünscht, tatsächlich näher – wieder eine unerwartete Wendung. Und bei Weitem nicht die letzte, sei es im Hinblick auf Harry, der am Ende wiederum menschlich wächst, oder durch die außergewöhnliche Schlusskonstellation, die jeden zum Gewinner macht, ausgenommen nur die, die es als Möchtegern-Profiteure des vermeintlichen Raubs zurecht treffen wird.

## Hintergrund
Die Bezeichnung Gambit ist aus dem Schach entliehen und bezeichnet das Opfern einer leichten Figur für einen Stellungsvorteil in der Eröffnung des Spiels. Die Figur für das „Gambit“ im Film ist Nicole, die wegen ihrer Ähnlichkeit zu Shabandars verstorbener Frau als Eintrittskarte für das Apartment des Millionärs dient.
2012 drehte Michael Hoffman unter dem Titel Gambit – Der Masterplan eine Neuverfilmung des Stoffes. In den Hauptrollen sind u. a. Cameron Diaz und Alan Rickman zu sehen, das Drehbuch stammt von Ethan und Joel Coen.

## Auszeichnungen
Der Film war 1967 in den Kategorien „Bestes Szenenbild/Farbe“, „Bestes Kostümdesign/Farbe“ und „Bester Ton“ jeweils für einen Oscar nominiert.
Die Filmbewertungsstelle Wiesbaden verlieh der Produktion das Prädikat besonders wertvoll.

## Kritiken
„[…] beschwingte Gaunerkomödie mit geistvollem Witz. Wertung: 2½ Sterne, überdurchschnittlich“

„Unterhaltsame, niveauvoll gespielte Diebeskomödie in exotischem Milieu.“

„Kurzweilige, mit mancherlei Gags und guter Schauspielerei gespickte Unterhaltung.“